# Andrea Fantoni
Andrea Fantoni (Rovetta, 26 de agosto de 1659 - Bérgamo, 25 de julio de 1734) fue un escultor italiano.

## Biografía
Andrea Fantoni provenía de una familia de gran vocación artística, ya que tanto el padre y sus hermanos, y más tarde también sus hijos y nietos, trabajando en un taller de la familia conocido en todo el norte de Italia.
Los Fantoni tuvieron como clientes principalmente a las organizaciones eclesiásticas: de hecho, sus obras principales se encuentran en las iglesias en la zona de Bérgamo, en el valle de Seriana y el de Camonica. Andrea Fantoni fue un destacado miembro de esta familia, tenía una buena educación artística: en un primer momento enseñó en la escuela de Pietro Ramus en Mù de Edolo, siendo un adolescente, se trasladó a Parma, donde fue capaz de trabajar unos meses en el Palazzo Ducale.
De vuelta a su ciudad natal, trabajó en el taller familiar, donde pronto tuvo un papel importante, y consiguió que su taller estuviera en una posición de absoluto prestigio. A su muerte en 1734, dejó la gestión de la tienda a sus hermanos y a su nieto Grazioso Fantoni.

## Principales obras
En Bergamo se encuentra obra suya en la iglesia de Santa María la Mayor (un hermoso confesionario), en la Catedral de San Alejandro (los paneles de mármol que representan los Siete Dolores de Nuestra Señora y medallones ornamentales), en el Museo Diocesano de Arte Sacro y en la Iglesia San Alejandro de la Cruz (altar de mármol con incrustaciones).

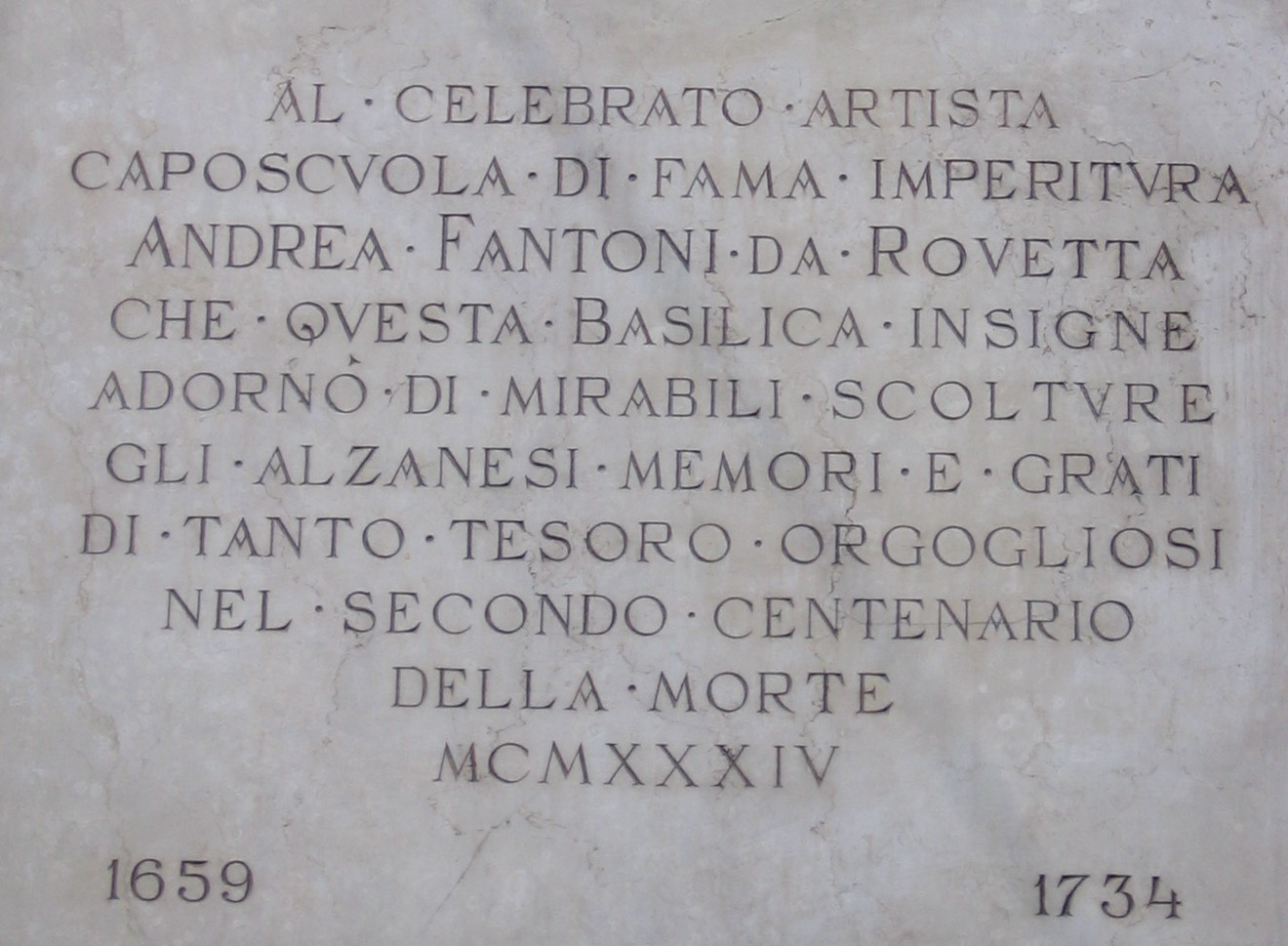
Epígrafe en la iglesia de San Martín en Alzano Lombardo.

En Alzano Lombardo, en la iglesia de San Martín, se encuentra el púlpito de mármol policromado y tres sacristías, con estatuas barrocas, bajorrelieves que representan escenas religiosas y estuco y piezas de madera.
En Clusone en la Basílica de Santa Maria Assunta, hay muchos de sus trabajos incluyendo el altar mayor, el coro con cinco estatuas, tallas policromadas y cariátides del púlpito de mármol. También se le atribuye el grupo de madera policromada que representa la Deposición de Cristo en el sepulcro en el oratorio de las Disciplinas.
En Rovetta, su ciudad natal, en la iglesia parroquial de Todos los Santos, en el altar mayor de mármol con un sagrario, dos ángeles en adoración, un bajorrelieve (La Anunciación), un alto relieve (el nacimiento de María ) y muchas otras obras en madera, a los pies de la Virgen, hizo su propia sepultura que se destaca por una losa de mármol negro simple. En la iglesia de las Disciplinas, se mantiene un grupo de estatuas de tamaño natural que representaban a Cristo y otras figuras tradicionales.
También en su ciudad, es visitable el museo Fantoni, donde se ha mantenido los locales en que vivió y trabajó toda la familia, con miles de dibujos, muchas obras en diversos materiales (madera, mármol, arcilla, yeso), los documentos que atestiguan momentos en la vida de los propietarios de la tienda, herramientas utilizadas y cualquier cosa que pueda transmitir la personalidad del que vivió y trabajó allí.
También merece una mención su obra en relieve en las parroquias del val Camonica incluyendo Cerveno y Zone en el país de  Chiuduno donde hay una interesante obra escultórica, La Piedad.